# 全国カラオケ事業者協会
一般社団法人全国カラオケ事業者協会（ぜんこくカラオケじぎょうしゃきょうかい、英語：All-Japan Karaoke Industrialist Association、略称：JKA）は、業界初のカラオケ事業者による全国協議機関である。
カラオケ産業は、この四半世紀の間にアミューズメント産業の中核となるほどまでに発展した。しかし流通形態の複雑化、めまぐるしい技術改革、業界の拡大などに伴って様々な問題も生じた。そこで業界の秩序ある発展や、国民の文化的生活の増進と公共の福祉の増進などを目的として、1994年10月に当協会が発足した。
当協会の設立記念日である10月17日は「カラオケ文化の日」として認定されている。

## 住所
〒141-0021 東京都品川区上大崎2丁目24番11号 目黒西口マンション2号館503

## 主な活動
当協会の会員には、会員ステッカーを発行している。また、機関紙「JKA-NET」「JKAクリッピング情報」の発行やカラオケ産業の市場実態をまとめた基礎統計資料「カラオケ白書」の発行も行っている。そして、様々な交流会や講習会なども開催している。
他にも、カラオケボックス市場の活性化を目的として、店舗紹介やカラオケ会社各社の新譜情報・ヒットチャートなどをまとめた携帯電話インターネットサイト「カラオケNAVI」を開設。2017年9月には新規来店のお客様1回に限り3,000円で飲み放題のサービスを提供するお店のみを掲載したスナック紹介サイト「スナックdeカラオケnavi」を開設した。
また、酒場市場の活性化を目的として、開催店の来店客を中心に参加者を募り賞品をプレゼントするキャンペーン「歌ってラッキーキャンペーン」や、Twitterでのツイートまたはリツイートによる応募の「『スナックdeカラオケ』キャンペーン」を毎年開催している。